# Samuel Bueno Bibaz
Samuel Bueno Bibaz (10 juli 1841 – Paramaribo, 30 augustus 1915) was een jurist en politicus in Suriname.
Hij was in Paramaribo tolk-vertaler voor Engels en Frans en werd in 1873 of eerder praktizijn. Verder was hij lid van de Portugees-joodse kerkenraad.
Bij de parlementsverkiezingen van 1902 behaalde hij onvoldoende stemmen om verkozen te worden. Vier jaar later werd hij wel verkozen als lid van de Koloniale Staten. Hij gaf die functie in 1914 op en een jaar later overleed hij op 74-jarige leeftijd.
Zijn weduwe en twee dochters gingen in de jaren 20 in Amsterdam wonen en kwamen in 1944 om in het concentratiekamp Auschwitz.